# Седефна ружа
„Седефна ружа” је југословенска телевизијска серија снимљена 1984. године у продукцији Телевизије Београд.

## Улоге
| Глумац                  | Улога  |
| ----------------------- | ------ |
| Љубиша Бачић            |        |
| Радош Бајић             |        |
| Тања Бошковић           |        |
| Милан Лане Гутовић      |        |
| Милутин Јевђенијевић    |        |
| Александар Алач         |        |
| Љиљана Крстић           |        |
| Драган Лаковић          |        |
| Предраг Лаковић         |        |
| Татјана Лукјанова       | (глас) |
| Весна Малохоџић         |        |
| Живојин Жика Миленковић |        |
| Филип Пат               |        |
| Весна Предојевић        |        |
| Радмила Савићевић       |        |
| Надежда Вукићевић       |        |

Комплетна ТВ екипа  ▼
| Редитељ    | Вера Белогрлић   |                                 |
| Сценариста | Гроздана Олујић  | (новела)                        |
| Сценариста | Татјана Павишић  | (адаптација) (као Тања Павишић) |
| Композитор | Александар Кораћ |                                 |
| Сценограф  | Гордана Поповић  |                                 |